# Juri Wladimirowitsch Dobryschkin
Juri Wladimirowitsch Dobryschkin (russisch Юрий Владимирович Добрышкин; * 19. Juli 1979 in Pensa, Russische SFSR) ist ein ehemaliger russischer Eishockeyspieler. Seit seinem Karriereende 2012 arbeitet er als Eishockeytrainer, vor allem im Semiprofi- und Nachwuchsbereich.

## Karriere
Juri Dobryschkin begann seine Karriere als Eishockeyspieler bei Krylja Sowetow Moskau, für dessen Profimannschaft er von 1996 bis 1999 in der Superliga aktiv war. Anschließend wurde er im NHL Entry Draft 1999 in der sechsten Runde als insgesamt 159. Spieler von den Atlanta Thrashers ausgewählt, für die er allerdings nie spielte. Stattdessen wechselte der Flügelspieler innerhalb der Superliga zu Ak Bars Kasan, für das er ebenfalls drei Spielzeiten lang auflief und mit dem er 2000 und 2002 jeweils russischer Vizemeister wurde. Von 2002 bis 2004 stand er für Sewerstal Tscherepowez auf dem Eis, mit dem er in der Saison 2002/03 ein weiteres Mal Vizemeister wurde.
Im Sommer 2004 unterschrieb Dobryschkin beim HK Metallurg Magnitogorsk, mit dem er 2005 den Spengler Cup gewann. Zur Saison 2006/07 verließ der russische Nationalspieler Metallurg wieder und schloss sich dem HK ZSKA Moskau an. Nach nur einem Jahr folgte der nächste Vereinswechsel, als er von Torpedo Nischni Nowgorod verpflichtet wurde. Für Torpedo begann er auch die Saison 2008/09 in der neu gegründeten Kontinentalen Hockey-Liga, beendete sie jedoch bei Atlant Mytischtschi. Daraufhin unterschrieb er einen Vertrag beim HK MWD Balaschicha, mit dem er in der Saison 2009/10 seinem Ex-Club Ak Bars Kasan erst im Finale der Playoffs um den Gagarin Cup unterlag. Nach der Spielzeit wurde der HK MWD mit dem HK Dynamo Moskau fusioniert und der Rechtsschütze erhielt einen Vertrag für die Saison 2010/11 bei deren Nachfolgeteam OHK Dynamo.
Im Mai 2011 erhielt er einen Vertrag bei Metallurg Nowokusnezk, der aber kurz vor Saisonbeginn Anfang September des gleichen Jahres wieder aufgelöst wurde.

### International
Für Russland nahm Dobryschkin im Juniorenbereich an der Junioren-Europameisterschaft 1997 sowie der U20-Junioren-Weltmeisterschaft 1999 teil. Mit den U20-Junioren wurde er 1999 Weltmeister. Im Seniorenbereich stand er 2003 und 2004 jeweils im Aufgebot seines Landes bei der Euro Hockey Tour.

## Erfolge und Auszeichnungen
- 1999 Goldmedaille bei der U20-Junioren-Weltmeisterschaft
- 2000 Russischer Vizemeister mit Ak Bars Kasan
- 2002 Russischer Vizemeister mit Ak Bars Kasan
- 2003 Russischer Vizemeister mit Sewerstal Tscherepowez
- 2005 Spengler-Cup-Gewinn mit dem HK Metallurg Magnitogorsk
- 2010 Gagarin-Cup-Finalist mit dem HK MWD Balaschicha

## Statistik
(Stand: Ende der Saison 2010/11)